# Amrávati
Nem összetévesztendő az Ándhra Pradesi Amarávati településsel
Amrávati (maráthi nyelven: अमरावती, Amrāvatī, angolul: Amravati) város India középső részén, Mahárástra szövetségi államban. Lakossága 647 ezer fő volt 2011-ben.   

## Földrajza
A Dekkán-fennsíkon fekszik 343 méter magasságban, Nágpurtól kb. 155 km-re nyugatra. Itt halad keresztül a 6. számú országos főút (Szúrat-Kalkutta). A Mumbai - Howrah (Kalkutta) vasútvonal a várostól mintegy 10 km-re délre fut.    
Gazdaságában a fő ágazat a gyapot feldolgozása.

## Népessége
| 2001 | 549 370 |

## Fordítás
Ez a szócikk részben vagy egészben  az   Amravati című német Wikipédia-szócikk fordításán alapul.  Az eredeti cikk szerkesztőit annak laptörténete sorolja fel. Ez a jelzés csupán a megfogalmazás eredetét és a szerzői jogokat jelzi, nem szolgál a cikkben szereplő információk forrásmegjelöléseként.